# Sven Kums
Sven Kums (Asse, 26 de fevereiro de 1988) é um futebolista belga que atua como meio-campista. Atualmente joga pelo Gent.

## Carreira
Sven Kums começou a carreira no Anderlecht.